# Metopimazină
Metopimazina este un medicament utilizat ca antiemetic în Franța, pentru tratamentul grețurilor și al vărsăturilor. Este un antagonist dopaminergic și este derivat de fenotiazină. Calea de administrare disponibilă este cea orală.